# Stevenia alyssoides
Stevenia alyssoides är en korsblommig växtart som beskrevs av Johannes Michael Friedrich Adam och Fisch.. Stevenia alyssoides ingår i släktet Stevenia och familjen korsblommiga växter. Inga underarter finns listade i Catalogue of Life.

## Bildgalleri

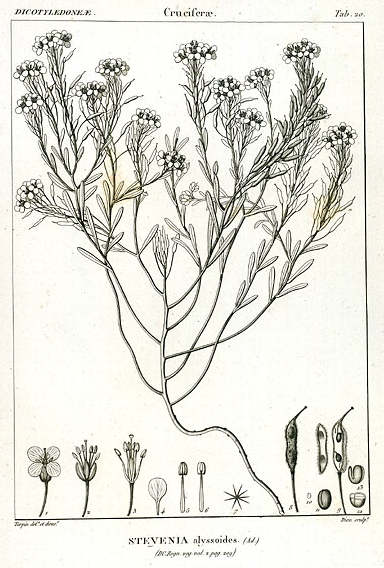